# Città del Pakistan

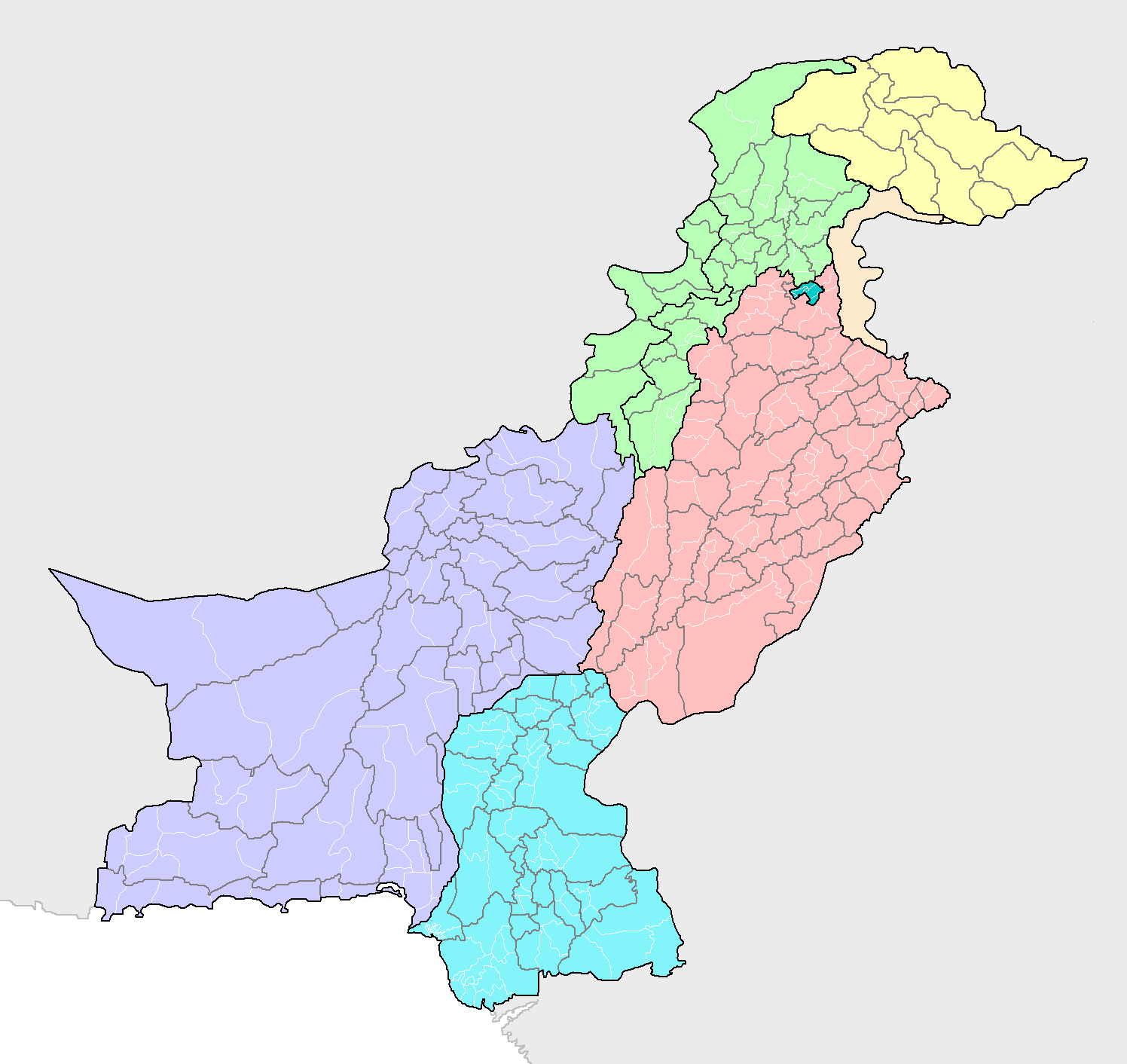
Mappa del Pakistan

Lista di città del Pakistan, nazione dell'Asia, indicate per appartenenza.

## Province

### Balochistan
- Quetta
- Khuzdar
- Turbat
- Chaman
- Hub
- Sibi
- Zhob
- Gwadar
- Dera Murad Jamali
- Dera Allah Yar
- Usta Mohammad
- Loralai
- Pasni
- Kharan
- Mastung
- Nushki
- Kalat

### Punjab
- Zafarwal

## Province semiautonome/Territori

### Gilgit Baltistan
- Gilgit
- Skardu
- Shigar
- Asqurdas
- Danyor
- Nagar
- Idga
- Gultari

### Azad Jammu e Kashmir
- Muzaffarabad
- Mirpur
- Bhimber
- Kotli
- Rawlakot
- Bagh
- Jatlan

### Aree tribali amministrate federalmente
- Parachinar
- Bara
- Darra Adam Khel
- Ghulam Khana mehrabpur
- Jamrud
- Khaar
- Landi Kotal
- Laskathan
- Makeen
- Mir Ali
- Miranshah
- Alizai
- Razmak
- Sadda
- Wana

### Territorio della capitale Islamabad
- Islamabad